# 조이택
조이택(1993년 10월 24일 ~)은 대한민국의 배우이다.

## 방송
- 피지컬: 100 (2023) - Top100

## 영화
- (2025년) (히트맨2) - 장철룡 부하 7 역

## 공연
- 구경이 (2021)
- 제4회 놀터청년페스티벌 - 인형의 집 (2022)
- 지는 해의 그림자 - 안양 (2022)